# Kanadische Badmintonmeisterschaft 1971
Die Kanadische Badmintonmeisterschaft 1971 fand Anfang April 1971 in Montreal statt.

## Finalresultate
| Disziplin    | Sieger                     | Finalist                      | Ergebnis          |
| ------------ | -------------------------- | ----------------------------- | ----------------- |
| Herreneinzel | Bruce Rollick              | Wayne Macdonnell              | 7-15, 15-6, 15-13 |
| Dameneinzel  | Nancy McKinley             | Susan Cutmore                 | 11-12, 11-1, 11-6 |
| Herrendoppel | Jim Lynch Dave Charron     | Rolf Paterson Abdul Shaikh    | 15-9, 17-16       |
| Damendoppel  | Marjory Shedd Barbara Hood | Jennifer Dakin Nancy McKinley | 15-4, 15-2        |
| Mixed        | Rolf Paterson Mimi Nilsson | Bruce Rollick Judi Rollick    | 15-11, 7-15, 15-9 |